# Eesti Ekspress
Eesti Ekspress – estoński tygodnik społeczno-polityczny wydawany w języku estońskim. Został założony w 1989 roku. 
Jego nakład wynosi 28 tys. egzemplarzy (2015). 